# Halacarus frontiporus
Halacarus frontiporus är en kvalsterart som beskrevs av Newell 1947. Halacarus frontiporus ingår i släktet Halacarus och familjen Halacaridae. Inga underarter finns listade i Catalogue of Life.